# Chiasmus conspurcatus
Chiasmus conspurcatus är en insektsart som beskrevs av Jean Pierre Omer Anne Édouard Perris 1857. Chiasmus conspurcatus ingår i släktet Chiasmus och familjen dvärgstritar. Inga underarter finns listade i Catalogue of Life.